# جامع الصوفية (الأنبار)
جامع الصوفية من مساجد العراق القديمة، في قضاء الرمادي في محافظة الأنبار، وتم بناؤه في عام 1394هـ/1974م، وشيد وبني على نفقة المتبرع (محسن عيادة سعود)، وتبلغ مساحتهُ 855 م2، ويحتوي الحرم على مصلى يتسع لأكثر من 500 مصل، وفي الجامع منارة مئذنة عالية، ومقابل الحرم فسحة طارمة مسقفة، ومن ملحقات الجامع قاعة بالإضافة إلى غرفتان للإمام والخدم. وتقام فيهِ صلاة الجمعة وصلاة العيدين والصلوات الخمس.
ولقد تعرّضت مئذنة جامع الصوفية إلى قصف من قبل طائرة مقاتلة يُعتقد انها تابعة لسلاح الجو العراقي في تاريخ 10 آب 2015م، مما أدى إلى اسقاط الجزء العلوي من المنارة .[بحاجة لمصدر]